# Elecciones parlamentarias de Chile de 2017
Las elecciones parlamentarias de Chile para el período 2018-2022, se realizaron el 19 de noviembre de 2017, en conjunto con las elecciones presidencial y de consejeros regionales.

## Legislación
Según la Constitución chilena, pueden ejercer el derecho a sufragio los ciudadanos, es decir, quienes han cumplido 18 años de edad y no han sido condenados a una pena aflictiva (superior a 3 años de presidio). Dicha norma indica que «en las votaciones populares el sufragio será personal, igualitario, secreto y voluntario». Desde enero de 2012, la inscripción en el Registro Electoral es automática. El derecho a votar queda suspendido por interdicción en caso de demencia, por hallarse acusado de un delito que merezca pena aflictiva o de delito por terrorismo y por sanción del Tribunal Constitucional (en conformidad al artículo 19 número 15 inciso 7.º de la Constitución).
Esta elección fue la primera tras la reforma del sistema electoral, que sustituyó el sistema binominal por uno de carácter proporcional inclusivo, cambio que se materializó con la Ley 20840 promulgada por la expresidenta Michelle Bachelet el 27 de abril de 2015, y publicada el 5 de mayo del mismo año. Este cambio también modificó la distribución de los cargos parlamentarios, aumentando tanto la cantidad de diputados (de 120 a 155), como de senadores (de 38 a 50); en la elección de 2017 se renovará la totalidad de los cupos de la Cámara de Diputados, y los cupos en el Senado de las regiones impares. Otro cambio de la Ley 20840 es la exigencia de paridad de género para la presentación de candidatos por los partidos, con la exigencia de un máximo de 60 % para un sexo, sea masculino o femenino.

## Primarias parlamentarias
El Frente Amplio fue la única coalición que decidió someter a primarias la definición de algunos de sus candidatos parlamentarios. El 3 de mayo de 2017 inscribieron primarias en 7 distritos, en las que compitieron 28 candidatos.

## Pactos electorales y partidos políticos
La división de los partidos de la Nueva Mayoría en la primera vuelta presidencial dejó en duda la inclusión del Partido Demócrata Cristiano en una lista única con el resto de la coalición. Los partidos siguieron negociando mientras el PDC incluso abordó la posibilidad de hacer un pacto electoral con el Partido Progresista o Ciudadanos, lo que implicaba salir del bloque. Finalmente, los demócratacristianos optaron por ir junto a la Izquierda Ciudadana y MAS Región, quienes inscribieron su lista ante el Servel bajo el nombre «Convergencia Democrática», mientras que la lista del PS, PPD, PRSD, PCCh se denomina «La Fuerza de la Mayoría».
La oposición, en tanto, dejó de lado la Alianza y se unió bajo el nombre de Chile Vamos. El pacto, además de los partidos Unión Demócrata Independiente y Renovación Nacional, incluyó a Evolución Política y al Partido Regionalista Independiente. Aunque se presentaron en una lista única, hubo disputas en las candidaturas de algunos distritos, por lo que se pidió el arbitraje del candidato presidencial Sebastián Piñera para resolver los cupos.
También apareció el Frente Amplio, coalición conformada por los colectividades legalmente constituidas como Revolución Democrática, el Partido Liberal, el Partido Humanista, el Partido Ecologista Verde, el Partido Igualdad y Poder. A estos se agregaban otros movimientos políticos como el Movimiento Autonomista, la Izquierda Autónoma, Nueva Democracia e Izquierda Libertaria, entre otros, los que al no estar legalizados presentaron a sus militantes como independientes en los subpactos de los partidos ya constituidos.
La otra coalición inscrita para estas elecciones fue Sumemos, la que reunió a Amplitud, Ciudadanos, Todos y a otros movimientos de centro y liberales como Red Liberal. De estos partidos, Amplitud decidió apoyar la candidatura presidencial de Piñera, mientras que el resto no respaldó a ninguno de los postulantes a La Moneda.
Fuera de estos conglomerados apareció la Coalición Regionalista Verde, que unió a los partidos regionalistas Democracia Regional Patagónica y Federación Regionalista Verde Social. Por otro lado, el Partido Progresista nuevamente no logró acercarse a un pacto parlamentario con la Nueva Mayoría, por lo que se presentó junto a País en la lista Por Todo Chile.
Unión Patriótica y el Partido de Trabajadores Revolucionarios se presentaron de forma individual, sin hacer alianza parlamentaria con otro partido.
| Pacto y partidos                                                              | Pacto y partidos                           | Pacto y partidos                           | Candidatos | Candidatos | Candidatos |
| Pacto y partidos                                                              | Pacto y partidos                           | Pacto y partidos                           | Diputados  | Senadores  |            |
| B. Por Todo Chile                                                             | B. Por Todo Chile                          | B. Por Todo Chile                          | 125        | 8          |            |
| ----------------------------------------------------------------------------- | ------------------------------------------ | ------------------------------------------ | ---------- | ---------- | ---------- |
|                                                                               | Partido Progresista                        | PRO                                        | 108 (48)   | 6 (4)      |            |
|                                                                               | País                                       | PAIS                                       | 17 (8)     | 2 (1)      |            |
| D. Partido de Trabajadores Revolucionarios                                    | D. Partido de Trabajadores Revolucionarios | D. Partido de Trabajadores Revolucionarios | 4          | -          |            |
|                                                                               | Partido de Trabajadores Revolucionarios    | PTR                                        | 4          | -          |            |
| G. Frente Amplio                                                              | G. Frente Amplio                           | G. Frente Amplio                           | 166        | 23         |            |
|                                                                               | Partido Humanista                          | PH                                         | 50 (13)    | 11 (2)     |            |
|                                                                               | Revolución Democrática                     | RD                                         | 35 (7)     | 5 (1)      |            |
|                                                                               | Partido Igualdad                           | PI                                         | 27 (5)     | 1          |            |
|                                                                               | Partido Ecologista Verde                   | PEV                                        | 23 (4)     | -          |            |
|                                                                               | Poder Ciudadano                            | PODER                                      | 22 (10)    | 4 (2)      |            |
|                                                                               | Partido Liberal                            | PL                                         | 9 (3)      | 2 (1)      |            |
| H. Sumemos                                                                    | H. Sumemos                                 | H. Sumemos                                 | 77         | 20         |            |
|                                                                               | Amplitud                                   | AMP                                        | 44 (8)     | 10 (2)     |            |
|                                                                               | Ciudadanos                                 | CIU                                        | 25 (7)     | 5 (3)      |            |
|                                                                               | Todos                                      | TODOS                                      | 8 (7)      | 5 (2)      |            |
| K. Coalición Regionalista Verde                                               | K. Coalición Regionalista Verde            | K. Coalición Regionalista Verde            | 41         | 4          |            |
|                                                                               | Federación Regionalista Verde Social       | FREVS                                      | 21 (8)     | 2          |            |
|                                                                               | Democracia Regional Patagónica             | DRP                                        | 20 (9)     | 2 (1)      |            |
| M. Unión Patriótica                                                           | M. Unión Patriótica                        | M. Unión Patriótica                        | 58         | 3          |            |
|                                                                               | Unión Patriótica                           | UPA                                        | 58         | 3          |            |
| N. La Fuerza de la Mayoría                                                    | N. La Fuerza de la Mayoría                 | N. La Fuerza de la Mayoría                 | 175        | 28         |            |
|                                                                               | Partido Socialista                         | PS                                         | 59 (6)     | 10 (2)     |            |
|                                                                               | Partido por la Democracia                  | PPD                                        | 52 (6)     | 12 (4)     |            |
|                                                                               | Partido Radical Socialdemócrata            | PRSD                                       | 33 (7)     | 4 (1)      |            |
|                                                                               | Partido Comunista                          | PCCh                                       | 31 (2)     | 2          |            |
| O. Convergencia Democrática                                                   | O. Convergencia Democrática                | O. Convergencia Democrática                | 121        | 13         |            |
|                                                                               | Partido Demócrata Cristiano                | PDC                                        | 104 (9)    | 12 (2)     |            |
|                                                                               | MAS Región                                 | MASR                                       | 10 (1)     | 1 (1)      |            |
|                                                                               | Izquierda Ciudadana                        | IC                                         | 7 (4)      | -          |            |
| P. Chile Vamos                                                                | P. Chile Vamos                             | P. Chile Vamos                             | 182        | 29         |            |
|                                                                               | Renovación Nacional                        | RN                                         | 73 (6)     | 15 (3)     |            |
|                                                                               | Unión Demócrata Independiente              | UDI                                        | 74 (13)    | 12 (2)     |            |
|                                                                               | Evolución Política                         | EVOP                                       | 25 (10)    | 2          |            |
|                                                                               | Partido Regionalista Independiente         | PRI                                        | 10 (2)     | -          |            |
| Independientes fuera de pacto                                                 | Independientes fuera de pacto              | Independientes fuera de pacto              | 11         | 4          |            |
| Total de candidatos                                                           | Total de candidatos                        | Total de candidatos                        | 960        | 132        |            |
| Nota: Entre paréntesis () los independientes que son apoyados por un partido. |                                            |                                            |            |            |            |

## Candidaturas

### Candidatos al Senado
En negrita los candidatos que han resultado electos.
| Circ.                                                                       | Por Todo Chile                                                          | Frente Amplio | Sumemos | Coalición Regionalista Verde                 | UPA                                      | La Fuerza de la Mayoría | Convergencia Democrática                                           | Chile Vamos | Independientes |
| --------------------------------------------------------------------------- | ----------------------------------------------------------------------- | --- | --- | -------------------------------------------- | ---------------------------------------- | --- | ------------------------------------------------------------------ | --- | -------------- |
| I(2)                                                                        | Pablo Pizarro (Ind-PRO) Sandra Zapata (Ind-PRO)                         | Claudio Ojeda (PH) Rodrigo Díaz (Poder) Verónica Foppiano (PL)                                                                       | |                                              |                                          | Salvador Urrutia (Ind-PPD) José Miguel Insulza (PS)                                                                                       | Trinidad Parra (Ind-PDC)                                           | José Durana (UDI) Rodolfo Barbosa (Ind-RN) Mirtha Arancibia (RN)                                                                                     | Enrique Lee    |
| II(2)                                                                       |                                                                         | Rigoberto Rojas (Ind-Poder) | Gabriel Gurovich (Todos) Alejandra Guajardo (Ind-Todos) Lorena Vergara (Ind-Todos)                                            |                                              |                                          | Jorge Soria (Ind-PPD) Astrid Abarca (Ind-PS) Franitza Mitrovic (Ind-PS)                                                                   |                                                                    | Juan Carlos Carreño (RN) Pamela Boyardi (RN) Luz Ebensperger (UDI)                                                                                   | Fulvio Rossi   |
| IV(2)                                                                       |                                                                         | Gloria Guzmán (Poder) | | Jorge Vargas (FREVS) Elizabeth Pérez (FREVS) |                                          | Lautaro Carmona (PCCh) Carolina Peralta (PPD) Alberto Robles (PRSD)                                                                       | Yasna Provoste (PDC) Tomás Pastenes (Ind-MASR)                     | Felipe Ward (UDI) Rafael Prohens (RN) |                |
| VI(5)                                                                       | Francisco Coloane (Ind-PRO) Héctor Pérez (Ind-PRO) Pamela Jiménez (PRO) | Octavio González (PH) Juan Ignacio Latorre (RD) Francisco Marín (Ind-Poder) Mónica Valencia (PI)                                     | Lily Pérez (AMP) Pedro Sariego (AMP) Ana Cuadros (AMP) Alberto Núñez (AMP) Julián Ugarte (Ind-AMP) Óscar Rementería (Ind-AMP) |                                              | Luis Aravena Vlademir Venegas Berta Caro | Ricardo Lagos Weber (PPD) Marco Antonio Núñez (PPD) Isabel Allende (PS) Abel Gallardo (PS) Nelson Ávila (PRSD) Josefina Bustamante (PRSD) | Ignacio Walker (PDC) Aldo Cornejo (PDC) Oriele Zencovich (PDC)     | Francisco Chahuán (RN) Carmen Zamora (RN) Kenneth Pugh (RN) Andrea Molina (UDI) Francisco Bartolucci (UDI) Ximena Ramírez (UDI)                      | Gaspar Rivas   |
| IX(5)                                                                       | Gustavo Ruz (Ind-País) María Romero (País) Sandra Alfaro (PRO)          | Wilfredo Alfsen (PH) Marta Guerra (PH) Jimena Arias (PH) Alfredo Sfeir (Ind-PL) María Eugenia Lorenzini (RD) Yuri Sepúlveda (Ind-RD) | Andrés Velasco (CIU) Paula Romero (CIU) Alberto Martínez (Ind-CIU) Esteban Bravo (Ind-CIU) Grace Salazar (Ind-CIU)            |                                              |                                          | Álvaro Elizalde (PS) Viviana Landaeta (PS) Carlos Villalobos (PS) Jorge Tarud (PPD) Liliana Caro (PPD) Valeria Leal (Ind-PPD)             | Andrés Zaldívar (PDC) Ximena Rincón (PDC)                          | Juan Antonio Coloma Correa (UDI) Yasna Cancino (Ind-UDI) Francisca Concha (Ind-UDI) Rodrigo Galilea (RN) Macarena Pons (Ind-RN) Juan Castro (Ind-RN) |                |
| XI(5)                                                                       |                                                                         | Juan Ortiz (PH) Aucán Huilcamán (Ind-PH) Diego Ancalao (Ind-PH) Gabriela Meléndez (PH) Gloria Mujica (PH) Lucía Tormen (PH)          | Eduardo Díaz Herrera (AMP) Ema Vidal (AMP) Tatiana Rudolph (AMP) Juan Ramírez (AMP)                                           |                                              |                                          | Jaime Quintana (PPD) Alberto Pizarro (PPD) Claudia Palma (PPD) Patricia Coñomán (PCCh) Flor Domínguez (PS)                                | Fuad Chahín (PDC) Francisco Huenchumilla (PDC)                     | Felipe Kast (EVOP) Carmen Gloria Aravena (EVOP) José García Ruminot (RN) Germán Becker (RN) José Villagrán (UDI) Gustavo Hasbún (UDI)                | Rojo Edwards   |
| XIV(2)                                                                      |                                                                         | Alejandro Barrientos (RD) Jenny Rivera (RD)                                                                                          | Raúl Vargas (Todos) Carlos Chávez (Todos)                                                                                     | Carlos Pérez (DRP) Antonella Muñoz (Ind-DRP) |                                          | Camilo Escalona (PS) Ximena Órdenes (Ind-PPD) Luperciano Muñoz (Ind-PRSD)                                                                 | Eduardo Cruces (PDC) Paz Foitzich (PDC) Hernán Vodanovic (Ind-PDC) | Pilar Cuevas (RN) Ana Verdugo (RN) David Sandoval (UDI)                                                                                              |                |
| Nota: Entre paréntesis () número de senadores a elegir por circunscripción. |                                                                         | | |                                              |                                          | |                                                                    | |                |

### Candidatos a la Cámara de Diputados
A continuación se muestra un listado de precandidaturas que hasta ahora han presentado sus intenciones de participar de estos comicios representando a los partidos políticos que se hacen mención, ya sea por medio de primarias, las que de acuerdo a la legislación son primarias legales, visadas por la institucionalidad electoral chilena, sin embargo, sólo el pacto Frente Amplio inscribió algunos distritos para dirimir mediante este sistema el candidato que los representará.
En negrita los candidatos que han resultado electos.
| Dist.                                                                 | Por Todo Chile | PTR                                                      | Frente Amplio | Sumemos | Coalición Regionalista Verde | UPA | La Fuerza de la Mayoría | Convergencia Democrática | Chile Vamos | Independientes               |
| --------------------------------------------------------------------- | --- | -------------------------------------------------------- | --- | --- | --- | --- | --- | --- | --- | ---------------------------- |
| 1[d](3)                                                               | Rodrigo Cuevas (Ind-PRO) Carolina Herrera (Ind-PRO) Camilo Medina (Ind-PRO) Rossana Alvarado (Ind-PRO) |                                                          | Vlado Mirosevic (PL) Camila Navarro (PL) Iván Figueroa (PH) Héctor Mérida (Ind-PI) | | | | Luis Rocafull (PS) Iván Paredes (Ind-PS) Angelo Carrasco (PPD) Carolina Videla (PCCh) | Andrea Murillo (PDC) Richard Vildoso (PDC) Héctor Riveros (PDC) | Patricio López (RN) Nino Baltolu (UDI) Lorena Jiménez (PRI) Marcelo Zara (EVOP) |                              |
| 2[d](3)                                                               | Carlos Santelices (Ind-País) Myla Chávez (Ind-País) |                                                          | Sebastián Vergara (PH) Miguel Rocha (Poder) Rodrigo Oliva (PI) Roxana Vigueras (PL) | Rafael Montes (AMP) Héctor Ticuna (AMP) Carolina Vásquez (Ind-AMP) Manuel Sánchez (Ind-Todos) | | | Hugo Gutiérrez (PCCh) Patricio Martínez (PRSD) Danisa Astudillo (PS) Juan Marroquín (PPD) | Mariela Basualto (PDC) Ana María Luksic (PDC) Pablo Valenzuela (PDC) | Renzo Trisotti (UDI) Gabriela Monsalvez (PRI) Natan Olivos (EVOP) Ramón Galleguillos (RN) | Freddy Araneda               |
| 3[d](5)                                                               | Janett Guerra (Ind-PRO) Claudio Sánchez (PRO) | Galia Aguilera Daniel Vargas Nancy Lanzarini Néstor Vera | Fernando San Román (PH) Sandra Carmona (PI) Catalina Pérez (RD) Pablo Herrera (RD) Freddy Antilef (Poder) Edgar Muñoz (PL)                                                                                            | Constantino Zafirópulos (AMP) Harry Robledo (AMP) Paola Higueras (AMP) Sacha Razmilic (CIU) Rodrigo Borne (CIU) Sergio Pizarro (Ind-CIU)                                                            | Antonino Parisi (DRP) Esteban Zlatar (DRP) Daniel Adaro (FREVS) Carolina Mobarec (FREVS) Esteban Velásquez (FREVS) Diela Álvarez (FREVS)       | | Marcela Hernando (PRSD) Marcos Espinosa (PRSD) Sol Romero (PRSD) Luis Caprioglio (PS) Alejandra Pozo (Ind-PCCh) Jaime Araya (Ind-PPD)                                                         | Valentín Volta (PDC) Sonya Langenbach (PDC) Miriam González (Ind-IC) | Carlos López (PRI) Ignacio León (Ind-EVOP) Paulina Núñez (RN) José Miguel Castro (RN) Pablo Toloza (UDI) Claudia Meneses (Ind-UDI)                                                                                 |                              |
| 4[d](5)                                                               | José Campos (Ind-PRO) Ulises Carabantes (Ind-PRO) Fabiola Ewert (Ind-PRO) Héctor Zamora (Ind-PRO) |                                                          | Inti Salamanca (Poder) Juan Manuel Díaz (Poder) Luis Acuña (Ind-Poder) Patricia Álvarez (Ind-Poder) Mario Varas (RD) Sandra Peña (Ind-RD)                                                                             | | Jaime Mulet (FREVS) Yhanss Delgado (FREVS) Clara Meneses (FREVS) Sandra Guerra (FREVS) John Martínez (FREVS) Pedro Cid (Ind-FREVS)             | | Mario Rivas (PCCh) Daniella Cicardini (PS) Juan Santana (PS) Juan Carlos Meléndez (PRSD) Jorge Hidalgo (PPD)                                                                                  | Pilar Soto (PDC) Vitalia Muñoz (IC) Raúl Palacios (MASR) José Díaz (MASR) Fabiola Asmad (MASR) Sebastián Campos (MASR)                                                                                     | Sofía Cid (RN) René Aedo (RN) Nelly Galeb (RN) Nicolás Noman (UDI) Carlos Vilches (UDI) Juan Antonio Pérez (UDI)                                                                                                   |                              |
| 5[d](7)                                                               | Julio Zapata (PRO) |                                                          | Nelson Gálvez (Ind-RD) Patricia Aguirre (RD) Magallanes Espinosa (RD) Marisol Céspedes (RD) Daniella Cortés (PI) Jaime Fernández (PI) Agustín González (PH) Tirso González (PEV)                                      | Yerko Ávalos (AMP) Alejandro Tello (AMP) Nidia Milla (AMP) Carolina Torres (Ind-AMP) Pedro Araya (AMP) Gabriel Caballero (Ind-AMP) Pedro Castillo (AMP)                                             | Pedro Velásquez (Ind-FREVS) Ángela Rojas (Ind-FREVS) Jorge Monsalve (Ind-FREVS)                                                                | | Ernesto Velasco (PRSD) César Valencia (Ind-PRSD) Daniel Núñez (PCCh) Elisa Cortés (PCCh) Raúl Saldívar (PS) Luis Lemus (PS) Miguel Ángel Alvarado (PPD) Alejandra Díaz (PPD)                  | Matías Walker (PDC) Pedro Prado (PDC) Cecilia Tirado (PDC) Cristian Galleguillos (PDC) Adriana Vergara (PDC) Denis Cortés (PDC) Carolina Henríquez (PDC)                                                   | Sergio Gahona (UDI) Ivon Guerra (UDI) Juan Manuel Fuenzalida (UDI) Ernestina Sarmiento (Ind-UDI) Carlos Cruz-Coke (RN) Roberto Vega (RN) Francisco Eguiguren (RN) Francesca Figari (Ind-RN)                        | Andrea Guzmán                |
| 6[d](8)                                                               | Gabriel Aránguiz (PRO) Julio Lobos (Ind-PRO) Nibaldo Pinto (Ind-PRO) Óscar Arancibia (Ind-PRO Marggorie Zumarán (PRO)                                                                                        |                                                          | Marianella Benavides (PH) Diego Ibáñez (PH) Joel González (Ind-PH) Javiera Toledo (Poder) Alejandro Vergara (Poder) Lizet Briones (Ind-Poder) Luis Soto (PI) Claudia Arcos (PI) Fidel Cueto (RD)                      | Elizabeth Armstrong (AMP) Rodrigo Silva (AMP) Donna Herrera (AMP) Ashly Venegas (AMP) Jeanne Croocker (AMP) Igor Contreras (AMP) Manuel Cárdenas (AMP) Francisca Chahuán (Ind-AMP)                  | | Mauricio Riffo Carlos Lemus Pablo Recabal Edith Estay Sonia Cubillos                                                                                | Christian Urízar (PS) Marcelo Schilling (PS) Cynthia Burgos (PS) Mario Pérez (PRSD) Pedro Ávila (PRSD) Carolina Marzán (PPD) Ximena Rivillo (PPD) Camilo Sánchez (PCCh) Manuel Riesco (PCCh)  | Daniel Verdessi (PDC) Waleska Castillo (PDC) Ulises Tobar (PDC) Mario Fuentes (PDC) Patricio Barros (PDC)                                                                                                  | Javier Maldonado (EVOP) Pablo Kast (Ind-EVOP) Marcela Gutiérrez (Ind-EVOP) Camila Flores (RN) Andrés Longton (RN) Luis Pardo (RN) Giovanni Calderón (UDI) Erika Muñoz (UDI) Gustavo Alessandri (Ind-UDI)           |                              |
| 7[d](8)                                                               | Iván Rojas (Ind-PRO) Myrna Sepúlveda (Ind-PRO) Víctor Villalobos (PRO) Nicola Hadwa (Ind-PRO) Nicoll Rojas (Ind-PRO) Marcos Montecinos (PRO)                                                                 |                                                          | Jorge Rauld (PI) Milko Caracciolo (PI) Camila Rojas (Ind-PI) Jorge Brito (RD) Mabel Zúñiga (Ind-RD) John Parada (PH) Juan Pablo Paonessa (PH) Jorge Canales (Poder) Dann Espinoza (Ind-Poder)                         | Álvaro Sanhueza (AMP) Leonardo Contreras (AMP) Carlos Vio (AMP) Jaime Espinoza (AMP) Pastora Valderrama (AMP) Lucas Blaset (AMP) Rodrigo Cuevas (AMP) Crescencio López (AMP) Karen Pichunante (AMP) | | Jorge Estay Jorge Renault Luis Quijada Clarisa Ríos Jean Pierre Gutiérrez Marcia Tapia Ana Araya Bárbara González Juan Soto                         | Rodrigo González (PPD) Katherine Araya (PPD) Mario Soto (Ind-PPD) Jorge Coulón (PCCh) Edson Chávez (PCCh) Ricardo Bravo (PS) Marcelo Díaz (PS) Gigliola Centonzio (PRSD) Irma Troncoso (PRSD) | Víctor Torres (PDC) Mariella Valdés (PDC) Mariel Trigo (Ind-PDC) Jennifer Leiva (Ind-PDC) Mauricio Lillo (Ind-PDC) René Lues (PDC)                                                                         | Andrés Celis (RN) José Egido (RN) Trinidad Morán (RN) Rosario Pérez (RN) María José Hoffmann (UDI) Osvaldo Urrutia (UDI) Jorge Castro (UDI) Annette Rapu (Ind-UDI) Pilar Soberado (Ind-EVOP)                       |                              |
| 8[d](8)                                                               | Camilo Lagos (PRO) Alexander Aránguiz (PRO) Berta Montecinos (PRO) Manuel Muñoz (PRO) Mauricio Santander (PRO) Hugo Norambuena (PRO) Michael Guerra (Ind-PRO) Gremidia Sagardia (Ind-PRO) David Blanco (PRO) |                                                          | Claudia Mix (Poder) Ricardo Camargo (Ind-Poder) María Teresa Álvarez (Ind-Poder) Ricardo Maldonado (PH) Cristóbal Mardones (PH) Doris González (Ind-PH) María José Leiva (PEV) Pablo Vidal (RD) Marcela Sandoval (RD) | | | Valdemar Sanhueza Mauricio Álvarez Paola Marcelli Ana María Molina Juan Hernández Silvio Rivera Víctor Iturrieta María Eugenia Parra Macarena Parra | Andrés Santander (PS) Gabriela Carrasco (PS) Pepe Auth (Ind-PRSD) Marcela Concha (Ind-PRSD) Alejandro Zisis (Ind-PPD) Miriam Bazaez (PPD) Lorena Pizarro (PCCh) Carmen Hertz (PCCh)           | Gabriel Silber (PDC) Víctor Osorio (Ind-PDC) Alejandra Monasterio (Ind-PDC) Cecilia Valdés (PDC) Evelyn Gómez (Ind-PDC)                                                                                    | Alejandra Bravo (PRI) Sebastián Lafaurie (PRI) Pablo Galdames (Ind-PRI) Mario Desbordes (RN) Andrea Ojeda (RN) Perla Seguel (RN) Patricio Melero (UDI) Pía Margarit (UDI) Joaquín Lavín León (UDI)                 |                              |
| 9[d](7)                                                               | Andrea Condemarín (PRO) Alan Fancelli (PRO) Alejandra Navarrete (PRO) Pablo González (Ind-PRO) Valeska Oyarce (Ind-PRO) Roberto Martínez (Ind-PRO)                                                           |                                                          | Jorge Rosales (PEV) Maite Orsini (RD) Pablo Padilla (Ind-RD) Erick Coñomán (Poder) Kimberly Seguel (Poder) Catalina Vidal (PH) Diego Villas (PI) Sandra Uribe (Ind-PI)                                                | | | Alejandro Aravena Guido González Valeria Soto Ana María Arias                                                                                       | Gonzalo Navarrete (PPD) Cristina Girardi (PPD) Alejandra Saa (PPD) Karol Cariola (PCCh) Boris Barrera (PCCh) Karina Delfino (PS) Francisco Flores (PS) Pilar Durán (PS)                       | Cristian Bowen (PDC) Rodrigo Albornoz (PDC) Humberto Sanhueza (PDC) Carolina Mora (PDC) | Mijaíl Bonito (EVOP) Sebastián Keitel (Ind-EVOP) Jorge Durán (RN) Katherine Martorell (RN) Erika Olivera (Ind-RN) Claudia Nogueira (UDI) Loreto Letelier (UDI) Cristóbal Leturia (UDI)                             | Eddy Roldán                  |
| 10[d](8)                                                              | Andrea Duarte (PRO) Raúl Villavicencio (PRO) Carolina Hinojosa (Ind-PRO) Jorge Arroyo (Ind-PRO) Julián Alcayaga (Ind-PRO) Patricia Valenzuela (Ind-PRO) Rodolfo Chelme (PRO)                                 |                                                          | Giorgio Jackson (RD) Natalia Castillo (RD) Gonzalo Winter (RD) Francisco Figueroa (PEV) Patricio Neira (PEV) Rosario Olivares (PEV) Juan Carlos Santibáñez (Ind-PEV) Christian Pulgar (PH) Alberto Mayol (Ind-PI)     | | | Fabián Vásquez Sergio Gómez Angélica Cornejo Carla González Ninozka Sánchez Christian Jorquera                                                      | Julia Urquieta (PCCh) Javiera Olivares (PCCh) Ramón Farías (PPD) Verónica Pinilla (PPD) Maya Fernández (PS) Francys Foix (PS) Valeska Naranjo (Ind-PS) Carola Solís (PRSD)                    | Claudio Arriagada (PDC) Eva Jiménez (PDC) Nicolás Muñoz (PDC) Tito Monje (PDC) Pedro García (PDC) Ana Hernández (PDC)                                                                                      | Marcela Sabat (RN) Rosa Oyarce (RN) Sebastián Torrealba (RN) Jorge Alessandri Vergara (UDI) Carolina Lavín (UDI) Julio Isamit (Ind-UDI) Luciano Cruz-Coke (EVOP) Luis Larraín (Ind-EVOP) Cecilia Aguayo (Ind-EVOP) | Dauno Tótoro                 |
| 11[d](6)                                                              | Nicolás Menare (PRO) Miguel Ángel Rendón (Ind-PRO) Eliana Meléndez (PRO) Lilian Quilaqueo (PRO) Ana Mardones (PRO) Johanna Duarte (PRO) Marcela Yáñez (Ind-PRO)                                              |                                                          | Tomás Hirsch (PH) Fernando Encina (Ind-PH) Soledad Álamos (RD) Manuela Veloso (Ind-RD) Natalia Garrido (PI) Camila Ianiszewski (PI) Willem Schuitemaker (PEV)                                                         | | | Arturo Muñoz Luisa Parra Pablo Prado Lucía Rivera                                                                                                   | René Jofré (PPD) Enrique Accorsi (PPD) Patricia Cocas (Ind-PPD) Mauricio Abu-Ghosh (PCCh) Fernando Atria (PS) Vivienne Bachelet (PS) Tamara Moya (PS)                                         | Cristóbal Acevedo (PDC) Paulina Piñeiro (PDC) Nelson Hadad (PDC) Julio Madrid (PDC) Cecilia González (PDC)                                                                                                 | Francisco Undurraga (EVOP) Gonzalo Fuenzalida (RN) Catalina del Real (RN) Karin Luck (RN) Pablo Terrazas (UDI) Bárbara Soto (UDI) Guillermo Ramírez (UDI)                                                          |                              |
| 12[d](7)                                                              | David Henríquez (PRO) José Henríquez (PRO) Víctor Ortiz (PRO) Gladys Palma (PRO) Maribel Martínez (Ind-PRO) Claudio Herrera (PRO) Pablina Mella (Ind-PRO)                                                    |                                                          | Miguel Crispi (RD) Andrea Salazar (Ind-RD) Karina Oliva (Poder) Luis Mariano Rendón (Ind-Poder) José Hidalgo (Ind-Poder) Pamela Jiles (PH) Valentina Olivares (PH) Susana Hernández (PI)                              | | | Eduardo Gutiérrez Jorge Aravena Patricio Altamirano Gloria Gallardo                                                                                 | Camila Vallejo (PCCh) Amaro Labra (PCCh) Osvaldo Andrade (PS) María José Becerra (PS) Lorena Bustamante (PRSD) Jaime Escudero (PPD) Melissa Varas (PPD) Paz Suárez (PPD)                      | Nicole Valdebenito (PDC) Marcela Canales (PDC) | Leopoldo Pérez (RN) Ximena Ossandón (RN) Olga González (RN) Michelle Zunino (Ind-RN) Claudia Lange (UDI) María Teresa Lavín (UDI) Karla Jaña (UDI) Álvaro Carter (Ind-UDI)                                         | Patricio Muñoz               |
| 13[d](5)                                                              | Marcia Soto (Ind-PRO) Ana Toledo (PRO) Patricio Jiménez (Ind-PRO) Óscar Vargas (Ind-PRO) Cristian Díaz (PRO) Juan Manuel Casas (Ind-PRO)                                                                     |                                                          | Gael Yeomans (RD) César Solís (RD) Irma Pérez (PEV) Mauricio Carrasco (Ind-PEV) Gabriel Bravo (PI) Carlos Astudillo (PI)                                                                                              | | | Guillermo Aravena Gaspar Ortiz Cristián Baeza Zaida Falces                                                                                          | Guillermo Teillier (PCCh) Javiera Reyes (PCCh) Tucapel Jiménez (PPD) Camila Bruna (PPD) Daniel Melo (PS) Jaime Fuentealba (PS)                                                                | Iván Fuentes (PDC) Rodolfo Seguel (PDC) Georgina Villablanca (PDC) Tamara Mora (PDC) Luis Acevedo (PDC) | Cristhian Moreira (UDI) Álvaro Pillado (UDI) Verónica Garrido (EVOP) Loreto Seguel (Ind-EVOP) Eduardo Durán (RN) Macarena Donoso (RN)                                                                              |                              |
| 14[d](6)                                                              | Marisela Santibáñez (PRO) Susana Sánchez (PRO) José Luis Stark (PRO) Marcia Milaqueo (Ind-PRO) Claudio Montero (Ind-PRO) Marcelo Vera (Ind-PRO) David Saldaña (PRO)                                          |                                                          | Francisco Valdés (PI) Alejandro Irarrázabal (PI) Carlos Navarro (PI) Juan Villavicencio (PH) Alena Gutiérrez (Ind-PH) Víctor Cerda (PEV) Renato Garín (RD)                                                            | | | Roberto Ovalle Mario Fajardo Denny Flores Esteban Cáceres Clara Ríos                                                                                | Leonardo Soto (PS) Raúl Leiva (PS) Yovanna Fuentes (Ind-PS) Marcia González (PRSD) Mario Gebauer (PPD) Ángel Bozán (PPD)                                                                      | Diego Calderón (PDC) Paula Zúñiga (PDC) David Morales (PDC) | Alejandra Novoa (RN) Angélica Pino (RN) Antonio Horvath Gutiérrez (RN) Juan Antonio Coloma Álamos (UDI) Jaime Bellolio (UDI) Isabel Labbé (UDI) Juana Silva (Ind-UDI)                                              |                              |
| 15[d](5)                                                              | Filomena Urbina (PRO) Benjamín Araneda (PRO) Víctor Camilla (PRO) Andrés Moreno (Ind-PRO) Cristian Rojas (Ind-PRO) Cristian Palma (Ind-PRO)                                                                  |                                                          | Karin Belmar (RD) Margarita Crespo (RD) Joaquín Arduengo (PH) Graciela Isla (Ind-PH) Andrés Leal (PH) | | Alfredo Valenzuela (FREVS) Catherine Fieldhouse (Ind-FREVS) Carol Hole (Ind-FREVS) Carlos Ortega (Ind-FREVS)                                   | Guido Miranda Emmanuel Lara Pablo Caroca Mariana Concha Leslie Díaz                                                                                 | Felipe Letelier (PPD) Eduardo Vergara (PPD) Juan Luis Castro (PS) Óscar Ávila (PS) Rodolfo Núñez (PCCh)                                                                                       | Francisco Parraguez (IC) Juan Carlos Olmos (Ind-IC) Alejandro Sule (Ind-IC) Andrés Lorca (PDC) Jorge Frei (PDC) Raúl Soto (PDC)                                                                            | Javier Macaya (UDI) Paulina Orellana (Ind-UDI) Issa Kort (UDI) Ivonne Mangelsdorff (RN) Pamela Medina (Ind-RN) Diego Schalper (Ind-RN)                                                                             |                              |
| 16[d](4)                                                              | Nilza Rojas (PRO) José Argomedo (PRO) |                                                          | Rubén Andino (PH) Adriana Román (Ind-PH) Ricardo Lisboa (PH) Claudio Canepa (RD) María Huala (Ind-RD) | | Alejandra Sepúlveda (FREVS) Lisette Bosshard (FREVS) Víctor Bustamante (FREVS) Alexandra Díaz (Ind-FREVS)                                      | Katherine Rojas | Cosme Mellado (PRSD) Camilo García (PRSD) Morín Contreras (PS) Sergio Salazar (PS) Carolina Cucumides (PPD)                                                                                   | Juan Carlos Latorre (PDC) Macarena Zapata (Ind-PDC) Patricia Ibaceta (PDC) Sebastián Llantén (PDC) Christian González (Ind-IC)                                                                             | Julio Ibarra (RN) Mauricio Boza (RN) Ramón Barros (UDI) Virginia Troncoso (UDI) Vanessa Cabello (UDI) | Samuel Flores                |
| 17[d](7)                                                              | Fernando Leal (País) Pamela Valenzuela (Ind-País) Ivonne San Luis (Ind-País) José Manuel Araya (País) Rosa Riquelme (País) Genaro Maldonado (PRO)                                                            |                                                          | Nataly Rojas (RD) Valeria Ortega (RD) Marcelo Rioseco (PH) Iván Sepúlveda (PH) Florcita Alarcón (PH) Juan Herrera (Ind-PL) Gabriela Torres (Ind-PL) Iván Morán (PL)                                                   | Juan Pulgar (Ind-CIU) Carlos Muñoz (CIU) Lilian Unda (Ind-CIU) Mauricio Aguilera (CIU) Valeria Arancibia (CIU)                                                                                      | | | Alexis Sepúlveda (PRSD) Juan Norambuena (PRSD) Jorge Céspedes (PS) Boris Durán (PS) Alejandra Suazo (PS) Beatriz Villena (PPD) Henry Varas (PPD)                                              | Roberto León (PDC) Pablo Lorenzini (PDC) Claudia Sánchez (PDC) Graciela Torres (PDC) Viviana Gulppi (IC)                                                                                                   | Celso Morales (UDI) Elena Rojas (UDI) Pedro Álvarez-Salamanca (UDI) Germán Verdugo (Ind-UDI) Elías Vistoso (EVOP) Gonzalo Montero (RN) Hugo Rey (RN) Pablo Prieto (Ind-RN)                                         |                              |
| 18[d](3)                                                              | Lorena Arellano (PRO) María Saavedra (PRO) Samuel Jiménez (Ind-PRO) Eudaldo González (Ind-PRO) Alexander Mitjaew(Ind-País)                                                                                   |                                                          | Carlos Tillería (RD) Lilian Cancino (RD) Natalia Villalobos (PH) Sergio Carvajal (PH) | Paola Cabezas (Ind-CIU) Gonzalo Jara (CIU) Álvaro Arrieta (CIU) | | | Jaime Naranjo (PS) Guillermo Ceroni (PPD) María Antonieta Rojas (PPD) Francisca Bascuñán (PRSD) Rodolfo Aranda (Ind-PRSD)                                                                     | Manuel Matta (PDC) Claudia Aravena (PDC) Pablo Gutiérrez (PDC) | Felipe Cisternas (RN) Alejandra Ramírez (RN) Ignacio Urrutia (UDI) Rolando Rentería (UDI) |                              |
| 19[d](5)                                                              | Cristián Quiroz (País) Richard Pincheira (Ind-País) Carlos Astete (PRO) Fanny Araya (PRO) |                                                          | Enrique Jara (PI) José Luis Guzmán (Ind-PI) Carolina Monsalves (Ind-PEV) Ximena Larenas (PEV) Jovinessa Mujica (PH)                                                                                                   | Rocío Guzmán (AMP) Hugo Guiñez (AMP) Alejandra Sepúlveda (Ind-AMP) María José Rubilar (AMP) | | | Carlos Abel Jarpa (PRSD) Julia Torres (Ind-PRSD) Loreto Carvajal (PPD) Manuel Bello (PPD) Gina Hidalgo (PS) Soledad Tohá (PS)                                                                 | Jorge Sabag (PDC) Patricia Saldías (PDC) Graciela Suárez (PDC) Marcia Wall (PDC) | Gustavo Sanhueza (UDI) Margarita Letelier (UDI) Cristóbal Martínez (Ind-UDI) Frank Sauerbaum (RN) Jacqueline Guiñez (RN) Horacio Bórquez (RN)                                                                      |                              |
| 20[d](8)                                                              | Hernán Pino (PRO) Manuel López (PRO) Rodolfo Ruiz (PRO) Mario Jara (PRO) Roberto Francesconi (Ind-PRO) Renzo Galgani (País) Damaris Hernández (País) Jorge Aguayo (País) Viviana Navarro (País)              |                                                          | Félix González (PEV) Raquel Rebolledo (PEV) Paula Opazo (PEV) Elizabeth Mujica (PEV) Cristian Cuevas (PH) Loreto Muñoz (PH) Camilo Riffo (PH) Claudia Monje (Ind-PH) Mauricio Pérez (PI)                              | Alejandra Flores (AMP) Mauricio Salgado (AMP) Miguel Ángel Pezo (AMP) María Magdalena González (AMP)                                                                                                | | | Victoria Fariña (PCCh) Fernando Antinao (PCCh) Cristian Campos (PPD) Fabiola Lagos (PPD) Berta Belmar (PPD) Lily Oñate (PRSD) Gastón Saavedra (PS) Vania Salazar (PS) Jaime Tohá (PS)         | José Miguel Ortiz (PDC) Marcelo Chávez (PDC) Karla Muñoz (PDC) Gabriel Albistur (Ind-MASR) Baldramina Henríquez (MASR) Paola Bustos (MASR) Felipe Hernández (MASR) José Lara (MASR) Macarena Agusto (MASR) | Francesca Parodi (EVOP) Claudio Eguiluz (RN) Francesca Muñoz (RN) Leonidas Romero (RN) Gabriel Torres (RN) Enrique van Rysselberghe (UDI) Sergio Bobadilla (UDI) Claudia Hurtado (UDI) Jorge Ulloa (UDI)           | Elías Ramos                  |
| 21[d](5)                                                              | Miguel Ángel Palta (PRO) Domingo Montecinos (Ind-PRO) |                                                          | Alfonso Belmar (PEV) Jorge Bustos (PEV) Sandra Oliva (PI) Tamara Ortiz (PI) Carla Bosselin (PI) Sandra Velásquez (PH)                                                                                                 | | | | José Pérez (PRSD) Óscar Cabrera (PRSD) Manuel Monsalve (PS) Roberto Poblete (Ind-PS) Jorge González (PCCh) Rodrigo Daroch (PPD)                                                               | Joanna Pérez (PDC) Juan Macaya (PDC) Patricio Pinilla (PDC) | Cristóbal Urruticoechea (RN) Marlene Guzmán (RN) Iván Norambuena (UDI) María Ríos (UDI) René Núñez (EVOP) Carla Ceballos (Ind-EVOP)                                                                                |                              |
| 22[d](4)                                                              | |                                                          | Evaristo Curical (Ind-PH) Jenny Rivera (PH) | | | | Andrea Parra (PPD) Guillermo Jaramillo (PPD) Alejandro Blamey (Ind-PS) Andrea Saavedra (PS) Pamela Ovalle (PS)                                                                                | Mario Venegas (PDC) Juan Chodiman (PDC) Rayén Inglés (PDC) | Gregorio de la Maza (UDI) Gloria Naveillán (UDI) Diego Paulsen (RN) María Soledad Castillo (RN) Jorge Rathgeb (RN)                                                                                                 |                              |
| 23[d](7)                                                              | Guillermo Allende (País) Ernesto Lavandero (Ind-País) Pamela Garcés (Ind-País) Paola Santibáñez (Ind-PRO) Nills Cid (PRO)                                                                                    |                                                          | Felipe Valdebenito (PH) José Ancalao (PH) Lissette Godoy (Ind-PH) Catalina Valenzuela (PH) Ana Abarca (PH) | Iván Cerda (AMP) Edgardo Sepúlveda (Ind-AMP) Erika Chávez (Ind-AMP) Claudia Subiabre (AMP) Víctor Seguel (AMP) Richard Caifal (Ind-AMP)                                                             | | | Ricardo Celis (PPD) José Montalva (PPD) Fernando Meza (PRSD) Mario González (PRSD) Andrea Mercado (Ind-PRSD) Rodrigo González (PS) Ximena Oñate (PS) Tamara Torres (PCCh)                     | Andrés Jouannet (PDC) Hilda Horta (PDC) Luis Campos (PDC) | Andrés Molina (EVOP) Sebastián Álvarez (EVOP) Marisol Rozas (Ind-EVOP) René Manuel García (RN) Miguel Mellado (RN) Laura San Cristóbal (RN) Henry Leal (UDI) Kurt Horta (UDI)                                      | René Saffirio Patricio Rivas |
| 24[d](5)                                                              | Pablo Moya (PRO) Silvia Guala (PRO) Luis Schwaiger (Ind-PRO) |                                                          | Carla Amtmann (RD) Vladimir Riesco (RD) María Angélica Alvear (PH) Bayron Velásquez (PH) Vicente Gómez (PEV) Cari Álvarez (PEV)                                                                                       | Hernán Urrutia (CIU) Javiera Arias (CIU) Claudia Chávez (CIU) Marcela Garrido (Ind-CIU) Francisco Javier Núñez (CIU) Paula Gurovich (Ind-Todos)                                                     | | | Marcos Ilabaca (PS) Patricio Rosas (PS) Abernego Mardones (PCCh) Enrique Jaramillo (PPD) Carla Soto (PPD)                                                                                     | Iván Flores (PDC) Myrtha Peralta (PDC) Óscar Leiva González (Ind-PDC) Marlyn Leupin (Ind-PDC) Juan Carlos Tobar (PDC)                                                                                      | Eduardo Salas (PRI) Patricia Martínez (Ind-PRI) Bernardo Berger (RN) Álvaro Vargas (RN) Gastón von Mühlenbrock (UDI) Ann Hunter (Ind-UDI)                                                                          |                              |
| 25[d](4)                                                              | Ruth Seemann (PRO) José Manuel Santana (Ind-PRO) Sonia Silva (Ind-PRO) Alicia Marín (PRO) |                                                          | Pamela Leal (Poder) Germán Cartes (Ind-Poder) Catalina Yovane (Ind-Poder) | María Ignacia Buono-core (Ind-Todos) Claude Routhier (Ind-Todos) Jorge Tejeda (Ind-CIU) Carolina Dupuy (Ind-CIU) Rodrigo Moreno (CIU)                                                               | Rodrigo Toledo (DRP) Kassandra Muñoz (DRP) Angélica Henríquez (Ind-DRP) María José Levicoi (Ind-DRP) Alejandra Arcos (Ind-DRP)                 | | Margarita Pérez (PCCh) Catalina Velásquez (PCCh) Fidel Espinoza (PS) Emilia Nuyado (PS) Gustavo Salvo (Ind-PPD)                                                                               | Sergio Ojeda (PDC) Karla Benavides (PDC) Marianela Huenchor (PDC) Miguel Arredondo (PDC) | Javier Hernández (UDI) Soraya Said (Ind-UDI) Amanda Milosevich (EVOP) Harry Jürgensen (RN) Andrea Rosmanich (RN)                                                                                                   | Luis Abarca                  |
| 26[d](5)                                                              | Raúl Oliva (PRO) Gonzalo Valenzuela (PRO) María Oyarzo (PRO) Paula Millacura (PRO) Óscar Macías (PRO) Francisco Bucat (Ind-PRO)                                                                              |                                                          | Alejandro Bernales (PL) Ivonne Lecaros (Ind-PL) Sandra Vega (PEV) Eduardo Ocampo (Ind-PEV) | Alexis Barría (CIU) Carolina Pino (CIU) María Pérez (CIU) Luis Vergara (CIU) Nelson Guzmán (Todos) Marva Vargas (Ind-Todos)                                                                         | José Roberto Aburto (DRP) Zandra Parisi (DRP) María Pascuales (DRP) Héctor Aguilera (DRP) Erika Guaiquin (Ind-DRP) Ana María Calisto (Ind-DRP) | | Claudio Oyarzún (PPD) Gloria González (PPD) Jenny Álvarez (PS) Ramón Espinoza (PS) Carlos Contreras (PRSD)                                                                                    | Claudio Martínez (PDC) Gabriel Ascencio (PDC) | Marisol Turres (UDI) Francisco Muñoz (UDI) Orieta González (UDI) Alejandro Santana (RN) Carlos Kuschel (RN) José Segura (RN)                                                                                       |                              |
| 27[d](3)                                                              | |                                                          | | Víctor Bórquez (CIU) Marisol Pinilla (CIU) Eduardo Romo (Ind-Todos) Sara Martínez (Ind-Todos) | Elson Bórquez (DRP) Pedro Vergara (DRP) Jessica Torres (Ind-DRP) Tamara Espinoza (DRP)                                                         | | Marisol Martínez (PS) Jorge Calderón (PRSD) René Alinco (Ind-PPD) Roxana Pey (Ind-PCCh) | Miguel Ángel Calisto (PDC) Carmen Gloria Martínez (PDC) René Legue (PDC) | Néstor Mera (UDI) Aracely Leuquén (RN) Geoconda Navarrete (EVOP) Patricio Henríquez (PRI) | Cecilio Aguilar              |
| 28[d](3)                                                              | |                                                          | Gabriel Boric (Ind-PH) Carolina Saldivia (Ind-PH) Juan Mancilla (Ind-PH) Denisse Guerra (Ind-PH) | | Mario Esquivel (Ind-DRP) Marla Vargas (Ind-DRP) Jorge Paredes (Ind-DRP)                                                                        | | Vladimiro Mimiça (Ind-PS) Domingo Rubilar (PPD) Francisco Alarcón (PCCh) Karim Bianchi (Ind-PRSD)                                                                                             | Juan Morano (PDC) Carlos Mandriaza (PDC) Eugenia Mancilla (PDC) | Juan José Arcos (PRI) Nicolás Cogler (RN) Sandra Amar (Ind-UDI) Helga Neumann (EVOP) |                              |
| Nota: Entre paréntesis, el número de diputados a elegir por distrito. | |                                                          | | | | | | | |                              |

## Campaña

### Eslóganes
- PRO: Chile de los libres.
- PTR: ¡Vota trabajadores!
- PEV: Por un Chile ecológico.
- PI: Que el pueblo mande
- PH: Vota humanista, vota Lista G.
- Amplitud: Amplitud está con Piñera.
- Ciudadanos: Decide diferente.
- Todos: La democracia del futuro.
- DRP: Auténticos regionalistas.
- PS: ¡Vamos contigo!
- PRSD: Personas que dan confianza.
- PPD: El futuro es de todos. Chile es de todos.
- PCCh: Chile puede más. Por la fuerza de la mayoría, vota comunista.
- PDC: Siempre por Chile.
- MAS: Con Guillier y contigo, somos MAS.
- UDI: Hay equipo.
- RN: Tiempos mejores, Piñera es RN.
- Evópoli: Somos futuro.

### Franja electoral
La franja electoral comenzó a ser emitida por las canales de televisión desde el 20 de octubre, y los tiempos destinados a cada partido o candidatura fueron acordados por el Consejo Nacional de Televisión, quedando distribuidos de la siguiente forma:
| Lista / partido                         | Tiempo  |
| --------------------------------------- | ------- |
| Frente Amplio                           | 1:12,16 |
| Revolución Democrática                  | 0:01,11 |
| Poder                                   | 0:01,11 |
| Partido Ecologista Verde                | 0:07,01 |
| Partido Igualdad                        | 0:14,12 |
| Partido Humanista                       | 0:44,25 |
| Partido Liberal                         | 0:03,17 |
| Sumemos                                 | 0:04,03 |
| Amplitud                                | 0:01,11 |
| Ciudadanos                              | 0:01,11 |
| Todos                                   | 0:01,11 |
| Partido de Trabajadores Revolucionarios | 0:01,11 |
| Coalición Regionalista Verde            | 0:02,22 |
| Democracia Regional Patagónica          | 0:01,11 |
| Federación Regionalista Verde Social    | 0:01,11 |
| Por Todo Chile                          | 0:51,29 |
| Partido Progresista                     | 0:50,18 |
| País                                    | 0:01,11 |
| Convergencia Democrática                | 3:30,09 |
| Partido Demócrata Cristiano             | 3:27,17 |
| Izquierda Ciudadana                     | 0:01,11 |
| MAS Región                              | 0:01,11 |
| Unión Patriótica                        | 0:01,11 |
| La Fuerza de la Mayoría                 | 6:39,03 |
| Partido Radical Socialdemócrata         | 0:48,15 |
| Partido Comunista                       | 0:54,28 |
| Partido Socialista                      | 2:28,14 |
| Partido por la Democracia               | 2:27,06 |
| Chile Vamos                             | 7:35,02 |
| Renovación Nacional                     | 3:19,06 |
| Unión Demócrata Independiente           | 4:13,04 |
| Partido Regionalista Independiente      | 0:01,11 |
| Evolución Política                      | 0:01,11 |
| Candidatos independientes               | 0:01,11 |

## Elección de laCámara de Diputados

### Resultados generales
| Pacto o partido                                      | Pacto o partido                         | Sigla                       | Votos     | %       | Dip.    | %           | ± %         | ± Dip. |
| ---------------------------------------------------- | --------------------------------------- | --------------------------- | --------- | ------- | ------- | ----------- | ----------- | ------ |
| B                                                    | Por Todo Chile                          |                             | 235 576   | 3,93 %  | 1       | 0,65 %      |             |        |
|                                                      | Partido Progresista                     | PRO                         | 200 110   | 3,34 %  | 1       | 0,65 %      | 0,65 %      | +1     |
| País                                                 | PAIS                                    | 35 466                      | 0,59 %    | 0       | 0 %     |             |             |        |
| D                                                    | Partido de Trabajadores Revolucionarios | PTR                         | 4665      | 0,08 %  | 0       | 0 %         |             |        |
| G                                                    | Frente Amplio                           |                             | 989 353   | 16,50 % | 20      | 12,90 %     | 12,07 %     | +19    |
|                                                      | Revolución Democrática                  | RD                          | 343 193   | 5,72 %  | 10      | 6,45 %      | 6,45 %      | +10    |
| Partido Humanista                                    | PH                                      | 253 822                     | 4,23 %    | 5       | 3,23 %  | 3,23 %      | +5          |        |
| Partido Liberal                                      | PL                                      | 46 502                      | 0,78 %    | 2       | 1,29 %  | 0,46 %      | +1          |        |
| Partido Igualdad                                     | IGUAL                                   | 129 310                     | 2,16 %    | 1       | 0,65 %  | 0,65 %      | +1          |        |
| Partido Ecologista Verde                             | PEV                                     | 128 789                     | 2,15 %    | 1       | 0,65 %  | 0,65 %      | +1          |        |
| Poder                                                | PODER                                   | 87 737                      | 1,46 %    | 1       | 0,65 %  | 0,65 %      | +1          |        |
| H                                                    | Sumemos                                 |                             | 94 477    | 1,58 %  | 0       | 0 %         |             |        |
|                                                      | Amplitud                                | AMP                         | 61 302    | 1,02 %  | 0       | 0 %         |             |        |
| Ciudadanos                                           | CIU                                     | 30 300                      | 0,51 %    | 0       | 0 %     |             |             |        |
| Todos                                                | TODOS                                   | 2875                        | 0,05 %    | 0       | 0 %     |             |             |        |
| K                                                    | Coalición Regionalista Verde            |                             | 115 323   | 1,92 %  | 4       | 2,58 %      |             |        |
|                                                      | Federación Regionalista Verde Social    | FREVS                       | 94 744    | 1,58 %  | 4       | 2,58 %      |             |        |
| Democracia Regional Patagónica                       | DRP                                     | 20 759                      | 0,34 %    | 0       | 0 %     |             |             |        |
| M                                                    | Unión Patriótica                        | UPA                         | 51 369    | 0,86 %  | 0       | 0 %         |             |        |
| N                                                    | La Fuerza de la Mayoría                 |                             | 1 442 196 | 24,05 % | 43      | 27,74 %     | -7,26 %     | +1     |
|                                                      | Partido Socialista de Chile             | PS                          | 584 972   | 9,75 %  | 19      | 12,26 %     | -0,24 %     | +4     |
| Partido por la Democracia                            | PPD                                     | 365 779                     | 6,10 %    | 8       | 5,16 %  | -7,34 %     | −7          |        |
| Partido Comunista de Chile                           | PCCh                                    | 274 935                     | 4,58 %    | 8       | 5,16 %  | 0,16 %      | +2          |        |
| Partido Radical Socialdemócrata                      | PRSD                                    | 216 510                     | 3,61 %    | 8       | 5,16 %  | 0,16 %      | +2          |        |
| O                                                    | Convergencia Democrática                |                             | 640 612   | 10,62 % | 14      | 9,03 %      | 9,30 %      | −8     |
|                                                      | Partido Demócrata Cristiano             | PDC                         | 616 668   | 10,28 % | 14      | 9,03 %      | -8,47 %     | −7     |
| Izquierda Ciudadana                                  | IC                                      | 14 344                      | 0,24 %    | 0       | 0 %     | −0,83 %     | −1          |        |
| MAS Región                                           | MR                                      | 9600                        | 0,16 %    | 0       | 0 %     | Sin cambios | Sin cambios |        |
| P                                                    | Chile Vamos                             |                             | 2 318 719 | 38,66 % | 72      | 46,45 %     | 6,45 %      | +24    |
|                                                      | Renovación Nacional                     | RN                          | 1 066 764 | 17,79 % | 36      | 23,23 %     | 7,39 %      | +17    |
| Unión Demócrata Independiente                        | UDI                                     | 957 032                     | 15,96 %   | 30      | 19,35 % | −4,81 %     | +1          |        |
| Evolución Política                                   | EVOP                                    | 255 193                     | 4,26 %    | 6       | 3,87 %  | 3,87 %      | +6          |        |
| Partido Regionalista Independiente                   | PRI                                     | 39 730                      | 0,66 %    | 0       | 0 %     | Sin cambios | Sin cambios |        |
|                                                      | Independientes fuera de pacto           | IND                         | 104 960   | 1,75 %  | 1       | 0,65 %      | −1,85 %     | −2     |
| Total de votos válidos                               | Total de votos válidos                  | Total de votos válidos      | 5 997 250 | 89,83 % |         |             |             |        |
| Votos nulos                                          | Votos nulos                             | Votos nulos                 | 317 734   | 4,76 %  |         |             |             |        |
| Votos en blanco                                      | Votos en blanco                         | Votos en blanco             | 361 341   | 5,41 %  |         |             |             |        |
| Total de sufragios emitidos                          | Total de sufragios emitidos             | Total de sufragios emitidos | 6 676 325 | 100 %   |         |             |             |        |
| Resultados al 100 % de las mesas escrutadas (TRICEL) |                                         |                             |           |         |         |             |             |        |

### Resultados por regiones
| Pacto electoral | Pacto electoral | Arica y Parinacota | Arica y Parinacota | Arica y Parinacota | Tarapacá    | Tarapacá    | Tarapacá    | Antofagasta | Antofagasta | Antofagasta | Atacama | Atacama          | Atacama          | Coquimbo   | Coquimbo   | Coquimbo   |
| Pacto electoral | Pacto electoral | Escaños            | Votos              | Votos              | Escaños     | Votos       | Votos       | Escaños     | Votos       | Votos       | Escaños | Votos            | Votos            | Escaños    | Votos      | Votos      |
| --------------- | --------------- | ------------------ | ------------------ | ------------------ | ----------- | ----------- | ----------- | ----------- | ----------- | ----------- | ------- | ---------------- | ---------------- | ---------- | ---------- | ---------- |
|                 | ChV             | 1                  | 15 161             | 21,30%             | 2           | 38 789      | 42,99%      | 2           | 55 376      | 34,12%      | 2       | 28 221           | 30,09%           | 3          | 66 050     | 28,44%     |
|                 | LFM             | 1                  | 15 957             | 22,42%             | 1           | 27 740      | 30,74%      | 1           | 40 391      | 24,88%      | 2       | 33 922           | 36,17%           | 2          | 62 963     | 27,11%     |
|                 | FA              | 1                  | 27 327             | 38,39%             | 0           | 11 682      | 12,95%      | 1           | 20 630      | 12,71%      | 0       | 10 738           | 11,45%           | 0          | 21 666     | 9.33%      |
|                 | CODE            | 0                  | 2 416              | 3,39%              | 0           | 4 334       | 4,80%       | 0           | 6 369       | 3,92%       | 0       | 4 498            | 4,80%            | 1          | 36 406     | 15,68%     |
|                 | Otros           | 0                  | 10 325             | 14,60%             | 0           | 7 683       | 8,52%       | 1           | 39 553      | 24,37%      | 1       | 16 411           | 17,49%           | 1          | 45 155     | 19,44%     |
| Total           | Total           | 3                  | 71 186             | 100,00%            | 3           | 90 228      | 100,00%     | 5           | 162 319     | 100,00%     | 5       | 93 790           | 100,00%          | 7          | 232 240    | 100,00%    |
| Pacto electoral | Pacto electoral | Valparaíso         | Valparaíso         | Valparaíso         | Santiago RM | Santiago RM | Santiago RM | O'Higgins   | O'Higgins   | O'Higgins   | Maule   | Maule            | Maule            | Biobío     | Biobío     | Biobío     |
| Pacto electoral | Pacto electoral | Escaños            | Votos              | Votos              | Escaños     | Votos       | Votos       | Escaños     | Votos       | Votos       | Escaños | Votos            | Votos            | Escaños    | Votos      | Votos      |
|                 | ChV             | 7                  | 243 462            | 37,99%             | 22          | 1 000 021   | 40,47%      | 5           | 121 148     | 38,13%      | 6       | 159 605          | 43,74%           | 8          | 277 900    | 38,54%     |
|                 | LFM             | 4                  | 140 074            | 21,86%             | 12          | 552 307     | 22,35%      | 2           | 75 069      | 23,63%      | 2       | 76 966           | 21,09%           | 6          | 194 890    | 27,03%     |
|                 | FA              | 3                  | 133 134            | 20,78%             | 11          | 546 554     | 22,12%      | 0           | 23 298      | 7,33%       | 1       | 33 232           | 9,11%            | 1          | 79 358     | 11,01%     |
|                 | CODE            | 2                  | 68 185             | 10,64%             | 1           | 187 705     | 7,60%       | 1           | 40 769      | 12,83%      | 2       | 66 379           | 18,19%           | 3          | 114 587    | 15,89%     |
|                 | Otros           | 0                  | 55 970             | 8,73%              | 1           | 184 497     | 7,46%       | 1           | 57 450      | 18,08%      | 0       | 28 705           | 7,87%            | 0          | 54 301     | 7,53%      |
| Total           | Total           | 16                 | 640 825            | 100,00%            | 47          | 2 471 084   | 100,00%     | 9           | 317 734     | 100,00%     | 11      | 364 887          | 100,00%          | 18         | 721 036    | 100,00%    |
| Pacto electoral | Pacto electoral | Araucanía          | Araucanía          | Araucanía          | Los Ríos    | Los Ríos    | Los Ríos    | Los Lagos   | Los Lagos   | Los Lagos   | Aysén   | Aysén            | Aysén            | Magallanes | Magallanes | Magallanes |
| Pacto electoral | Pacto electoral | Escaños            | Votos              | Votos              | Escaños     | Votos       | Votos       | Escaños     | Votos       | Votos       | Escaños | Votos            | Votos            | Escaños    | Votos      | Votos      |
|                 | ChV             | 6                  | 139 754            | 42,03%             | 2           | 50 975      | 36,58%      | 4           | 96 911      | 36,19%      | 1       | 9 874            | 28,24%           | 1          | 16 181     | 28,51%     |
|                 | LFM             | 3                  | 80 949             | 24,34%             | 2           | 45 246      | 32,47%      | 3           | 73 653      | 27,51%      | 1       | 10 649           | 30,46%           | 1          | 11 791     | 20,77%     |
|                 | FA              | 0                  | 19 821             | 5,96%              | 0           | 17 637      | 12,66%      | 1           | 23 725      | 8,86%       | 0       | Sin candidaturas | Sin candidaturas | 1          | 19 926     | 35,11%     |
|                 | CODE            | 1                  | 35 897             | 10,79%             | 1           | 18 077      | 12,97%      | 1           | 36 933      | 13,79%      | 1       | 10 626           | 30,39%           | 0          | 7 309      | 12,88%     |
|                 | Otros           | 1                  | 56 126             | 16,88%             | 0           | 7 426       | 5,32%       | 0           | 36 530      | 13,65%      | 0       | 3 812            | 10,91%           | 0          | 1 553      | 2,74%      |
| Total           | Total           | 11                 | 332 547            | 100,00%            | 5           | 139 361     | 100,00%     | 9           | 267 752     | 100,00%     | 3       | 34 961           | 100,00%          | 3          | 56 760     | 100,00%    |

### Listado de diputados 2018-2022
| Dist. | Diputado                         | Coalición | Partido   | Votos   | %       |
| ----- | -------------------------------- | --------- | --------- | ------- | ------- |
| 1[d]  | Vlado Mirosevic Verdugo          | FA        | PL        | 24 273  | 34,10 % |
| 1[d]  | Nino Baltolu Rasera              | ChV       | UDI       | 9272    | 13,03 % |
| 1[d]  | Luis Rocafull López              | LFM       | PS        | 6430    | 9,03 %  |
| 2[d]  | Renzo Trisotti Martínez          | ChV       | UDI       | 20 084  | 22,21 % |
| 2[d]  | Ramón Galleguillos Castillo      | ChV       | RN        | 17 279  | 19,02 % |
| 2[d]  | Hugo Gutiérrez Gálvez            | LFM       | PCCh      | 14 332  | 15,87 % |
| 3[d]  | Paulina Núñez Urrutia            | ChV       | RN        | 37 768  | 23,27 % |
| 3[d]  | José Miguel Castro Bascuñán      | ChV       | RN        | 5183    | 3,19 %  |
| 3[d]  | Marcela Hernando Pérez           | LFM       | PR        | 14 817  | 9,13 %  |
| 3[d]  | Esteban Velásquez Núñez          | CRV       | FREVS     | 10 067  | 6,20 %  |
| 3[d]  | Catalina Pérez Salinas           | FA        | RD        | 6106    | 3,76 %  |
| 4[d]  | Daniella Cicardini Milla         | LFM       | PS        | 16 488  | 17,55 % |
| 4[d]  | Juan Santana Castillo            | LFM       | PS        | 6245    | 6,66 %  |
| 4[d]  | Sofía Cid Versalovic             | ChV       | RN        | 13 325  | 14,20 % |
| 4[d]  | Nicolás Noman Garrido            | ChV       | UDI       | 5974    | 6,37 %  |
| 4[d]  | Jaime Mulet Martínez             | CRV       | FREVS     | 9393    | 10,06 % |
| 5d]   | Sergio Gahona Salazar            | ChV       | UDI       | 27 332  | 11,77 % |
| 5d]   | Juán Manuel Fuenzalida Cobo      | ChV       | UDI       | 4331    | 1,87 %  |
| 5d]   | Francisco Eguiguren Correa       | ChV       | RN        | 11 132  | 4,80 %  |
| 5d]   | Pedro Velásquez Seguel           | CRV       | Ind-FREVS | 22 587  | 9,68 %  |
| 5d]   | Daniel Núñez Arancibia           | LFM       | PCCh      | 15 300  | 6,61 %  |
| 5d]   | Raúl Saldívar Auger              | LFM       | PS        | 11 077  | 4,78 %  |
| 5d]   | Matías Walker Prieto             | CODE      | PDC       | 15 468  | 6,66 %  |
| 6[d]  | Andrés Longton Herrera           | ChV       | RN        | 38 874  | 12,21 % |
| 6[d]  | Luis Pardo Sáinz                 | ChV       | RN        | 15 725  | 4,96 %  |
| 6[d]  | Camila Flores Oporto             | ChV       | RN        | 15 283  | 4,81 %  |
| 6[d]  | Pablo Kast Sommerhoff            | ChV       | Ind-EVOP  | 28 465  | 8,94 %  |
| 6[d]  | Marcelo Schilling Rodríguez      | LFM       | PS        | 20 072  | 6,31 %  |
| 6[d]  | Carolina Marzán Pinto            | LFM       | PPD       | 14 422  | 4,53 %  |
| 6[d]  | Daniel Verdessi Belemmi          | CODE      | PDC       | 11 571  | 3,65 %  |
| 6[d]  | Diego Ibáñez Cotroneo            | FA        | PH        | 9185    | 2,89 %  |
| 7[d]  | María José Hoffmann Opazo        | ChV       | UDI       | 34 690  | 10,78 % |
| 7[d]  | Osvaldo Urrutia Soto             | ChV       | UDI       | 18 198  | 5,67 %  |
| 7[d]  | Andrés Celis Montt               | ChV       | RN        | 21 285  | 6,62 %  |
| 7[d]  | Camila Rojas Valderrama          | FA        | Ind-PI    | 14 885  | 4,61 %  |
| 7[d]  | Jorge Brito Hasbún               | FA        | RD        | 13 289  | 4,13 %  |
| 7[d]  | Rodrigo González Torres          | LFM       | PPD       | 16 849  | 5,21 %  |
| 7[d]  | Marcelo Díaz Díaz                | LFM       | PS        | 15 265  | 4,72 %  |
| 7[d]  | Víctor Torres Jeldes             | CODE      | PDC       | 14 942  | 4,62 %  |
| 8[d]  | Joaquín Lavín León               | ChV       | UDI       | 75 973  | 17,84 % |
| 8[d]  | Patricio Melero Abaroa           | ChV       | UDI       | 23 042  | 5,42 %  |
| 8[d]  | Mario Desbordes Jiménez          | ChV       | RN        | 17 799  | 4,20 %  |
| 8[d]  | Claudia Mix Jiménez              | FA        | Poder     | 20 958  | 4,94 %  |
| 8[d]  | Pablo Vidal Rojas                | FA        | RD        | 12 135  | 2,89 %  |
| 8[d]  | Pepe Auth Stewart                | LFM       | Ind-PR    | 26 839  | 6,32 %  |
| 8[d]  | Carmen Hertz Cádiz               | LFM       | PCCh      | 16 035  | 3,78 %  |
| 8[d]  | Gabriel Silber Romo              | CODE      | PDC       | 29 205  | 6,89 %  |
| 9[d]  | Érika Olivera De la Fuente       | ChV       | Ind-RN    | 30 817  | 9,13 %  |
| 9[d]  | Jorge Durán Espinoza             | ChV       | RN        | 19 421  | 5,78 %  |
| 9[d]  | Sebastián Keitel Bianchi         | ChV       | Ind-EVOP  | 30 243  | 8,96 %  |
| 9[d]  | Karol Cariola Oliva              | LFM       | PCCh      | 50 446  | 14,95 % |
| 9[d]  | Boris Barrera Moreno             | LFM       | PCCh      | 4352    | 1,29 %  |
| 9[d]  | Cristina Girardi Lavín           | LFM       | PPD       | 16 211  | 4,80 %  |
| 9[d]  | Maite Orsini Pascal              | FA        | RD        | 21 814  | 6,48 %  |
| 10[d] | Marcela Sabat Fernández          | ChV       | RN        | 54 630  | 12,50 % |
| 10[d] | Sebastián Torrealba Alvarado     | ChV       | RN        | 10 196  | 2,34 %  |
| 10[d] | Jorge Alessandri Vergara         | ChV       | UDI       | 30 833  | 7,06 %  |
| 10[d] | Luciano Cruz-Coke Carvallo       | ChV       | EVOP      | 38 143  | 8,73 %  |
| 10[d] | Giorgio Jackson Drago            | FA        | RD        | 103 523 | 23,68 % |
| 10[d] | Natalia Castillo Muñoz           | FA        | RD        | 4453    | 1,02 %  |
| 10[d] | Gonzalo Winter Etcheberry        | FA        | RD        | 5237    | 1,20 %  |
| 10[d] | Maya Fernández Allende           | LFM       | PS        | 28 437  | 6,50 %  |
| 11[d] | Gonzalo Fuenzalida Figueroa      | ChV       | RN        | 60 132  | 15,96 % |
| 11[d] | Catalina del Real Mihovilovic    | ChV       | RN        | 43 499  | 11,55 % |
| 11[d] | Karin Luck Urban                 | ChV       | RN        | 6879    | 1,83 %  |
| 11[d] | Francisco Undurraga Gazitúa      | ChV       | EVOP      | 58 666  | 15,56 % |
| 11[d] | Guillermo Ramírez Diez           | ChV       | UDI       | 30 731  | 8,16 %  |
| 11[d] | Tomás Hirsch Goldschmidt         | FA        | PH        | 23 627  | 6,27 %  |
| 12[d] | Ximena Ossandón Irarrázabal      | ChV       | RN        | 52 484  | 14,99 % |
| 12[d] | Leopoldo Pérez Lahsen            | ChV       | RN        | 29 984  | 8,58 %  |
| 12[d] | Álvaro Carter Fernández          | ChV       | UDI       | 27 491  | 7,84 %  |
| 12[d] | Pamela Jiles Moreno              | FA        | PH        | 45 222  | 12,91 % |
| 12[d] | Miguel Crispi Serrano            | FA        | RD        | 25 569  | 7,34 %  |
| 12[d] | Camila Vallejo Dowling           | LFM       | PCCh      | 47 807  | 13,70 % |
| 12[d] | Amaro Labra Sepúlveda            | LFM       | PCCh      | 6316    | 1,83 %  |
| 13[d] | Guillermo Teillier del Valle     | LFM       | PCCh      | 28 798  | 11,75 % |
| 13[d] | Tucapel Jiménez Fuentes          | LFM       | PPD       | 22 551  | 9,21 %  |
| 13[d] | Eduardo Durán Salinas            | ChV       | RN        | 19 744  | 8,04 %  |
| 13[d] | Cristhian Moreira Barros         | ChV       | UDI       | 18 125  | 7,40 %  |
| 13[d] | Gael Yeomans Araya               | FA        | RD        | 13 721  | 5,59 %  |
| 14[d] | Juan Antonio Coloma Álamos       | ChV       | UDI       | 35 779  | 11,78 % |
| 14[d] | Jaime Bellolio Avaria            | ChV       | UDI       | 32 044  | 10,52 % |
| 14[d] | Raúl Leiva Carvajal              | LFM       | PS        | 44 744  | 14,77 % |
| 14[d] | Leonardo Soto Ferrada            | LFM       | PS        | 22 170  | 7,30 %  |
| 14[d] | Marisela Santibáñez Novoa        | PTCh      | PRO       | 35 984  | 11,87 % |
| 14[d] | Renato Garín González            | FA        | RD        | 11 573  | 3,82 %  |
| 15[d] | Javier Macaya Danús              | ChV       | UDI       | 25 219  | 13,98 % |
| 15[d] | Issa Kort Garriga                | ChV       | UDI       | 16 773  | 9,29 %  |
| 15[d] | Diego Schalper Sepúlveda         | ChV       | Ind-RN    | 19 285  | 10,71 % |
| 15[d] | Juan Luis Castro González        | LFM       | PS        | 17 845  | 9,86 %  |
| 15[d] | Raúl Soto Mardones               | CODE      | PDC       | 9026    | 5,01 %  |
| 16[d] | Ramón Barros Montero             | ChV       | UDI       | 21 866  | 15,91 % |
| 16[d] | Virginia Troncoso Hellman        | ChV       | UDI       | 7987    | 5,80 %  |
| 16[d] | Alejandra Sepúlveda Orbenes      | CRV       | FREVS     | 31 737  | 23,05 % |
| 16[d] | Cosme Mellado Pino               | LFM       | PR        | 8864    | 6,45 %  |
| 17[d] | Celso Morales Espinosa           | ChV       | UDI       | 22 089  | 9,03 %  |
| 17[d] | Pedro Álvarez-Salamanca Ramírez  | ChV       | UDI       | 20 541  | 8,40 %  |
| 17[d] | Hugo Rey Martínez                | ChV       | RN        | 20 517  | 8,37 %  |
| 17[d] | Pablo Prieto Lorca               | ChV       | Ind-RN    | 14 338  | 5,87 %  |
| 17[d] | Alexis Sepúlveda Soto            | LFM       | PRSD      | 18 390  | 7,52 %  |
| 17[d] | Pablo Lorenzini Basso            | CODE      | PDC       | 19 884  | 8,14 %  |
| 17[d] | Florcita Alarcón Rojas           | FA        | PH        | 6482    | 2,68 %  |
| 18[d] | Ignacio Urrutia Bonilla          | ChV       | UDI       | 17 739  | 14,76 % |
| 18[d] | Rolando Rentería Moller          | ChV       | UDI       | 16 715  | 13,78 % |
| 18[d] | Manuel José Matta Aragay         | CODE      | PDC       | 12 825  | 10,63 % |
| 18[d] | Jaime Naranjo Ortíz              | LFM       | PS        | 13 390  | 11,08 % |
| 19[d] | Frank Sauberbaum Muñoz           | ChV       | RN        | 18 107  | 9,35 %  |
| 19[d] | Gustavo Sanhueza Dueñas          | ChV       | UDI       | 15 680  | 8,08 %  |
| 19[d] | Carlos Abel Jarpa Wevar          | LFM       | PRSD      | 15 377  | 7,93 %  |
| 19[d] | Loreto Carvajal Ambiado          | LFM       | PPD       | 12 734  | 6,57 %  |
| 19[d] | Jorge Sabag Villalobos           | CODE      | PDC       | 28 995  | 14,95 % |
| 20[d] | Enrique van Rysselberghe Herrera | ChV       | UDI       | 28 757  | 8,54 %  |
| 20[d] | Sergio Bobadilla Muñoz           | ChV       | UDI       | 18 432  | 5,47 %  |
| 20[d] | Francesca Muñoz González         | ChV       | RN        | 23 165  | 6,86 %  |
| 20[d] | Leonidas Romero Sáez             | ChV       | RN        | 11 414  | 3,38 %  |
| 20[d] | Gastón Saavedra Chandía          | LFM       | PS        | 30 557  | 9,05 %  |
| 20[d] | Jaime Tohá González              | LFM       | PS        | 8145    | 2,41 %  |
| 20[d] | José Miguel Ortiz Novoa          | CODE      | PDC       | 29 496  | 8,74 %  |
| 20[d] | Félix González Gatica            | FA        | PEV       | 18 397  | 5,45 %  |
| 21[d] | Iván Norambuena Farías           | ChV       | UDI       | 33 261  | 17,42 % |
| 21[d] | Cristóbal Urruticoechea Ríos     | ChV       | RN        | 22 190  | 11,63 % |
| 21[d] | José Pérez Arriagada             | LFM       | PR        | 27 066  | 14,21 % |
| 21[d] | Manuel Monsalve Benavides        | LFM       | PS        | 19 632  | 10,30 % |
| 21[d] | Joanna Pérez Olea                | CODE      | PDC       | 12 035  | 6,26 %  |
| 22[d] | Diego Paulsen Kehr               | ChV       | RN        | 24 405  | 22,49 % |
| 22[d] | Jorge Rathgeb Schifferli         | ChV       | RN        | 21 594  | 19,87 % |
| 22[d] | Andrea Parra Sauterel            | LFM       | PPD       | 10 312  | 9,54 %  |
| 22[d] | Mario Venegas Cárdenas           | CODE      | PDC       | 14 991  | 13,86 % |
| 23[d] | René Manuel García García        | ChV       | RN        | 23 118  | 10,28 % |
| 23[d] | Miguel Mellado Suazo             | ChV       | RN        | 13 708  | 6,10 %  |
| 23[d] | Andrés Molina Magofke            | ChV       | EVOP      | 23 927  | 10,64 % |
| 23[d] | Sebastián Álvarez Ramírez        | ChV       | EVOP      | 5319    | 2,37 %  |
| 23[d] | Ricardo Celis Araya              | LFM       | PPD       | 16 335  | 7,27 %  |
| 23[d] | Fernando Meza Moncada            | LFM       | PR        | 13 696  | 6,05 %  |
| 23[d] | René Saffirio Espinoza           | IND       | Ind       | 38 578  | 17,15 % |
| 24[d] | Bernardo Berger Fett             | ChV       | RN        | 24 070  | 17,29 % |
| 24[d] | Gastón Von Mühlenbrock Zamora    | ChV       | UDI       | 12 542  | 9,00 %  |
| 24[d] | Marcos Ilabaca Cerda             | LFM       | PS        | 15 739  | 11,29 % |
| 24[d] | Patricio Rosas Barrientos        | LFM       | PS        | 13 379  | 9,54 %  |
| 24[d] | Iván Flores García               | CODE      | PDC       | 13 242  | 9,50 %  |
| 25[d] | Harry Jürgensen Rundshagen       | ChV       | RN        | 20 531  | 15,76 % |
| 25[d] | Javier Hernández Hernández       | ChV       | UDI       | 16 367  | 12,58 % |
| 25[d] | Fidel Espinoza Sandoval          | LFM       | PS        | 27 999  | 21,54 % |
| 25[d] | Emilia Nuyado Ancapichún         | LFM       | PS        | 8149    | 6,27 %  |
| 26[d] | Alejandro Santana Tirachini      | ChV       | RN        | 23 558  | 17,10 % |
| 26[d] | Carlos Kuschel Silva             | ChV       | RN        | 11 250  | 8,17 %  |
| 26[d] | Jenny Álvarez Vera               | LFM       | PS        | 10 162  | 7,38 %  |
| 26[d] | Alejandro Bernales Maldonado     | FA        | PL        | 6200    | 4,50 %  |
| 26[d] | Gabriel Ascencio Mansilla        | CODE      | PDC       | 9326    | 6,78 %  |
| 27[d] | René Alinco Bustos               | LFM       | Ind-PPD   | 3121    | 8,85 %  |
| 27[d] | Miguel Ángel Calisto Águila      | CODE      | PDC       | 8822    | 24,96 % |
| 27[d] | Aracely Leuquén Uribe            | ChV       | RN        | 3925    | 11,16 % |
| 28[d] | Gabriel Boric Font               | FA        | Ind-PH    | 18 626  | 32,82 % |
| 28[d] | Karim Bianchi Retamales          | LFM       | Ind-PR    | 4190    | 7,38 %  |
| 28[d] | Sandra Amar Mancilla             | ChV       | Ind-UDI   | 6871    | 12,08 % |

Cuadro de resultados oficiales del Tribunal Calificador de Elecciones (Tricel).

## Elección delSenado

### Resultados
| Pacto o partido                                      | Pacto o partido                      | Sigla                       | Votos     | %       | Sen.    | %       | ± %         | ± Sen.      |
| ---------------------------------------------------- | ------------------------------------ | --------------------------- | --------- | ------- | ------- | ------- | ----------- | ----------- |
| B                                                    | Por Todo Chile                       |                             | 22 929    | 1,38 %  | 0       | 0 %     |             |             |
|                                                      | Partido Progresista                  | PRO                         | 15 959    | 0,96 %  | 0       | 0 %     |             |             |
| País                                                 | PAIS                                 | 6 970                       | 0,42 %    | 0       | 0 %     |         |             |             |
| G                                                    | Frente Amplio                        |                             | 184 333   | 11,06 % | 1       | 4,34 %  |             |             |
|                                                      | Revolución Democrática               | RD                          | 38 224    | 2,29 %  | 1       | 4,34 %  |             |             |
| Partido Humanista                                    | PH                                   | 62 223                      | 3,73 %    | 0       | 0 %     | 0,26 %  |             |             |
| Partido Liberal                                      | PL                                   | 28 774                      | 1,73 %    | 0       | 0       |         |             |             |
| Poder                                                | PODER                                | 28 472                      | 1,71 %    | 0       | 0 %     |         |             |             |
| Partido Igualdad                                     | IGUAL                                | 26 640                      | 1,60 %    | 0       | 0 %     | 0,03 %  |             |             |
| H                                                    | Sumemos                              |                             | 112 985   | 6,78 %  | 0       | 0 %     |             |             |
|                                                      | Amplitud                             | AMP                         | 62 601    | 3,76 %  | 0       | 0 %     |             |             |
| Ciudadanos                                           | CIU                                  | 45 636                      | 2,74 %    | 0       | 0 %     |         |             |             |
| Todos                                                | TODOS                                | 4 748                       | 0,28 %    | 0       | 0 %     |         |             |             |
| K                                                    | Coalición Regionalista Verde         |                             | 2 916     | 0,17 %  | 0       | 0 %     |             |             |
|                                                      | Federación Regionalista Verde Social | FREVS                       | 2 397     | 0,14 %  | 0       | 0 %     |             |             |
| Democracia Regional Patagónica                       | DRP                                  | 519                         | 0,03 %    | 0       | 0 %     |         |             |             |
| M                                                    | Unión Patriótica                     | UPA                         | 7 312     | 0,44 %  | 0       | 0 %     |             |             |
| N                                                    | La Fuerza de la Mayoría              |                             | 380 203   | 22,82 % | 7       | 30,43 % |             |             |
|                                                      | Partido por la Democracia            | PPD                         | 200 299   | 12,02 % | 4       | 17,39 % | -0,31 %     | +1          |
| Partido Socialista de Chile                          | PS                                   | 125 247                     | 7,52 %    | 3       | 13,04 % | -8,64 % | +1          |             |
| Partido Radical Socialdemócrata                      | PRSD                                 | 34 448                      | 2,07 %    | 0       | 0 %     |         |             |             |
| Partido Comunista de Chile                           | PCCh                                 | 20 209                      | 1,21 %    | 0       | 0 %     | 1,07 %  |             |             |
| O                                                    | Convergencia Democrática             |                             | 238 644   | 14,32 % | 3       | 13,04 % |             |             |
|                                                      | Partido Demócrata Cristiano          | PDC                         | 237 983   | 14,28 % | 3       | 13,04 % | -1,84 %     | Sin cambios |
| MAS Región                                           | MR                                   | 661                         | 0,04 %    | 0       | 0 %     | -3,43 % | Sin cambios |             |
| P                                                    | Chile Vamos                          |                             | 628 320   | 37,71 % | 12      | 52,17 % | -1.04 %     | +5          |
|                                                      | Renovación Nacional                  | RN                          | 349 622   | 20,98 % | 6       | 26,08 % | 4,71 %      | +4          |
| Unión Demócrata Independiente                        | UDI                                  | 210 897                     | 12,66 %   | 4       | 17,39 % | −2,03 % | -1          |             |
| Evolución Política                                   | EVOP                                 | 67 801                      | 4,07 %    | 2       | 8,69 %  |         |             |             |
|                                                      | Independientes fuera de pacto        | IND                         | 88 701    | 5,32 %  | 0       | 0 %     | +3,80 %     | −1          |
| Total de votos válidos                               | Total de votos válidos               | Total de votos válidos      | 1 666 343 | 91,59 % |         |         |             |             |
| Votos nulos                                          | Votos nulos                          | Votos nulos                 | 70 958    | 3,90 %  |         |         |             |             |
| Votos en blanco                                      | Votos en blanco                      | Votos en blanco             | 81 964    | 4,51 %  |         |         |             |             |
| Total de sufragios emitidos                          | Total de sufragios emitidos          | Total de sufragios emitidos | 1 819 265 | 100 %   |         |         |             |             |
| Resultados al 100 % de las mesas escrutadas (TRICEL) |                                      |                             |           |         |         |         |             |             |

### Listado de senadores 2018-2026
En cursiva los senadores elegidos en las elecciones parlamentarias de 2013 por el período 2014-2022.
     Doblaje de la Nueva Mayoría.
| Circ.      | Senador                              | Coalición | Partido | Votos   | %?      |
| ---------- | ------------------------------------ | --------- | ------- | ------- | ------- |
| I[c]       | José Miguel Insulza Salinas          | LFM       | PS      | 14 501  | 29,29 % |
| I[c]       | José Durana Semir                    | ChV       | UDI     | 9 639   | 13,49 % |
| II[c]      | Jorge Soria Quiroga                  | LFM       | Ind-PPD | 31 594  | 34,17 % |
| II[c]      | Luz Ebensperger Orrego               | ChV       | UDI     | 21 155  | 22,88 % |
| ex-II[c]   | Pedro Araya Guerrero                 | CODE      | Ind-PDC |         |         |
| ex-II[c]   | Alejandro Guillier Álvarez           | LFM       | Ind-PR  |         |         |
| IV[c]      | Yasna Provoste Campillay             | CODE      | PDC     | 32 583  | 34,25 % |
| IV[c]      | Rafael Prohens Espinosa              | ChV       | RN      | 17 574  | 18,47 % |
| ex-IV[c]   | Jorge Pizarro Soto                   | CODE      | PDC     |         |         |
| ex-IV[c]   | Adriana Muñoz D'Albora               | LFM       | PPD     |         |         |
| VI[c]      | Francisco Chahuán Chahuán            | ChV       | RN      | 150 031 | 22,60 % |
| VI[c]      | Kenneth Pugh Olavarría               | ChV       | RN      | 14 241  | 2,14 %  |
| VI[c]      | Ricardo Lagos Weber                  | LFM       | PPD     | 74 015  | 11,15 % |
| VI[c]      | Isabel Allende Bussi                 | LFM       | PS      | 59 147  | 8,91 %  |
| VI[c]      | Juan Ignacio Latorre Riveros         | FA        | RD      | 30 528  | 4,60 %  |
| ex-VII[c]  | Guido Girardi Lavín                  | LFM       | PPD     |         |         |
| ex-VII[c]  | Andrés Allamand Zavala               | ChV       | RN      |         |         |
| ex-VIII[c] | Carlos Montes Cisternas              | LFM       | PS      |         |         |
| ex-VIII[c] | Manuel José Ossandón Irarrázabal     | ChV       | RN      |         |         |
| ex-IX[c]   | Juan Pablo Letelier Morel            | LFM       | PS      |         |         |
| ex-IX[c]   | Alejandro García-Huidobro Sanfuentes | ChV       | UDI     |         |         |
| IX[c]      | Juan Castro Prieto                   | ChV       | Ind-RN  | 54 433  | 14,71 % |
| IX[c]      | Rodrigo Galilea Vial                 | ChV       | RN      | 28 268  | 7,64 %  |
| IX[c]      | Juan Antonio Coloma Correa           | ChV       | UDI     | 58 595  | 15,83 % |
| IX[c]      | Ximena Rincón González               | CODE      | PDC     | 38 697  | 10,46 % |
| IX[c]      | Álvaro Elizalde Soto                 | LFM       | PS      | 30 900  | 8,35 %  |
| ex-XII[c]  | Alejandro Navarro Brain              | PTCH      | País    |         |         |
| ex-XII[c]  | Jacqueline van Rysselberghe Herrera  | ChV       | UDI     |         |         |
| ex-XIII[c] | Felipe Harboe Bascuñán               | LFM       | PPD     |         |         |
| ex-XIII[c] | Víctor Pérez Varela                  | ChV       | UDI     |         |         |
| XI[c]      | Felipe Kast Sommerhoff               | ChV       | EVOP    | 63 601  | 18,84 % |
| XI[c]      | Carmen Gloria Aravena Acuña          | ChV       | EVOP    | 4 200   | 1,24 %  |
| XI[c]      | José García Ruminot                  | ChV       | RN      | 33 456  | 9,91 %  |
| XI[c]      | Francisco Huenchumilla Jaramillo     | CODE      | PDC     | 38 185  | 11,31 % |
| XI[c]      | Jaime Quintana Leal                  | LFM       | PPD     | 34 285  | 10,16 % |
| ex-XVI[c]  | Alfonso de Urresti Longton           | LFM       | PS      |         |         |
| ex-XVI[c]  | Ena von Baer Jahn                    | ChV       | UDI     |         |         |
| ex-XVII[c] | Rabindranath Quinteros Lara          | LFM       | PS      |         |         |
| ex-XVII[c] | Iván Moreira Barros                  | ChV       | UDI     |         |         |
| XIV[c]     | David Sandoval Plaza                 | ChV       | UDI     | 7 311   | 20,50 % |
| XIV[c]     | Ximena Órdenes Neira                 | LFM       | Ind-PPD | 5 405   | 15,16 % |
| ex-XIX[c]  | Carolina Goic Boroevic               | CODE      | PDC     |         |         |
| ex-XIX[c]  | Carlos Bianchi Chelech               | IND       | Ind     |         |         |